# Rajon Basar-Korgon
Der Rajon Basar-Korgon (kirgisisch Базар-Коргон району Basar-Korgon rajonu) ist ein Rajon in Kirgisistan mit 190.226 Einwohnern (Stand 2022). Er ist dem Oblus Dschalal-Abad untergeordnet. Verwaltungssitz ist die Stadt Basar-Korgon.

## Geographie
Er grenzt im Norden an den Rajon Toktogul und im Westen an den Rajon Nooken. Im Osten grenzt er an den Rajon Susak, im Süden an Usbekistan. Geprägt ist das Relief vom Kara-Üngkür, der den Rajon der Länge nach durchfließt und ein Tal bildet, das sich nach Süden in das Ferghanatal mündet. Der Rajon wird durch die Baubaschatakette und die Ferghanakette im Norden abgegrenzt. Im Tal konzentriert sich der Großteil der Bevölkerung. Dort variieren die Höhen von 600 bis 1500 Meter. In den Gebirgszonen werden Höhen von bis zu 4427 Metern erreicht.
Neben dem Karaüngkür ist der Schaidansai das wichtigste Gewässer. Daneben gibt es eine Reihe von kleineren Flüsschen. Der Karaüngkür wird bei Basar-Korgon zu einem 22,5 Millionen Kubikmeter fassenden Stausee aufgestaut.
Die durchschnittliche Lufttemperatur im kältesten Monat Januar beträgt in den Bergen −12 °C, in den Talzonen 4 °C. Im wärmsten Monat Juli schwanken die durchschnittlichen monatlichen Temperaturen zwischen 28 °C in den Talzonen und 16 °C im Gebirge. Das absolute Maximum der Lufttemperatur liegt bei +40 °C. Der durchschnittliche jährliche Niederschlag beträgt im Tal 200–600 mm, in den Bergen 800–1000 mm. Das höchstmögliche tägliche Niederschlagsmaximum erreicht in den Bergen über 80 mm, in den Tälern nur 50–80 mm. Die durchschnittliche Höhe der Schneedecke im Winter beträgt 200 cm im Gebirge, im Tal 10–20 cm. Die höchste Windgeschwindigkeit beträgt bis zu 28 m/Sek im Tal und bis zu 40 m/Sek im Gebirge.

## Geschichte
Der Rajon war ab 1938 Teil des Okrug Dschalal-Abad, danach ab 1939 der Oblast Dschalal-Abad. 1944 wurde ein Teil des Territoriums des Rajons Basar-Korgon an den neuen Rajon Atschinsk übertragen. 1962 wurde der Rajon aufgelöst und Teil des Rajon Lenin. Seit 1978 ist der Rajon Basar-Korgon eigenständig.

## Bevölkerung
| Jahr | Einwohnerzahl |
| ---- | ------------- |
| 1970 | 53.496        |
| 1979 | 67.375        |
| 1989 | 86.576        |
| 1999 | 119.007       |
| 2009 | 142.951       |
| 2022 | 190.226       |

Quellen:
Nur etwa 55,6 % der Einwohner sind Kirgisen, etwa 44 Prozent sind Usbeken (Stand 2009).
| Nationalität | Anzahl |
| ------------ | ------ |
| Kirgisen     | 79.442 |
| Usbeken      | 61.777 |
| Uiguren      | 0713   |
| Türken       | 0344   |
| Russen       | 0202   |
| Tadschiken   | 0138   |
| Tataren      | 0137   |
| Sonstige     | 0198   |

## Gliederung
Der Rajon beinhaltet eine Stadt und 62 Dörfer in 8 Landgemeinden.
| Landgemeinde       | Verwaltungssitz | Einwohner (2021) | Anzahl der Dörfer |
| ------------------ | --------------- | ---------------- | ----------------- |
| Stadt Basar-Korgon |                 | 59.152           |                   |
| Akman              | Dschangy-Akman  | 16.789           | 7                 |
| Arstanbap          | Arslanbob       | 22.997           | 8                 |
| Beschik-Dschong    | Beschik-Dschong | 16.048           | 5                 |
| Kengesch           | Auk             | 23.010           | 8                 |
| Kysyl-Üngkür       | Kysyl-Üngkür    | 06.012           | 5                 |
| Mogol              | Oogon-Talaa     | 16.770           | 8                 |
| Saidykum           | Saidykum        | 20.351           | 12                |
| Talduu-Bulak       | Kaba            | 12.972           | 8                 |